# لی پال
لی پال (انگلیسی: Le Pal) شرکت سرگرمی فرانسوی است، که در سال ۱۹۷۳ تأسیس شد.